# Prova
A palavra prova no processo, bem como em outros ramos das ciências, pode assumir diferentes conotações. Tanto o é que possui vários sentidos tanto na linguagem popular quanto no uso técnico, e dentre eles, o dos juristas.
Em direito, prova é todo meio destinado a convencer o juiz, seu destinatário, a respeito da verdade de um fato levado a julgamento. As provas fornecem elementos para que o juiz forme convencimento a respeito de fatos controvertidos relevantes para o processo. Portanto, se destina a firmar a convicção do juiz sobre a verdade dos fatos alegados pelas partes em juízo, embora juristas como Carlos Henrique Soares alertem para o fato de que nem sempre prova é a extensão da verdade.

## Prova no direito brasileiro
Entre as leis infraconstitucionais que regulam o uso de provas no Brasil, se destaca o Código de Processo Civil (CPC).

### Provas e o CPC
Num dos artigos do Código de Processo Civil brasileiro onde é empregada a palavra prova é no artigo 131, que ao dizer que o juiz apreciará livremente a prova, está se referindo a apreciação judicial dos elementos levados ao processo por via da atividade probatória, são as fontes de prova.
Ainda se usa o termo prova para indicar a imagem produzida na mente do juiz pelos elementos fornecidos pela atividade probatória como é o caso do artigo 364 do CPC ao dizer que o documento público faz prova dos fatos que o escrivão declarar terem ocorrido em sua presença, dispondo que a imagem daqueles fatos na mente do juiz deverá ser conforme ao declarado pelo escrivão.
Em suma, a prova é tão importante para o processo que sem ela este não poderia subsistir.

### O papel do juiz na produção das provas
No passado, esperava-se que os juízes adotassem uma postura mais passiva ante a produção de provas. Hoje, o artigo 130 do CPC deixa claro que se espera uma postura mais ativa. Cabe a todo juiz garantir um julgamento o mais justo possível e isso exige que ele passe a interferir diretamente na produção de provas. Se houver meios para elucidar a verdade dos fatos, mas as partes estejam inertes diante disso, o juiz deve agir de ofício (por conta própria) para que as provas cabíveis sejam produzidas.
as provas são difíceis

### Prova de fato negativo
Fatos negativos não precisam ser provados, (negativa non sunt probanda). Este é um instituto jurídico tradicional que também é adotado no ordenamento brasileiro. É muito difícil se provar que algo nunca aconteceu, portanto a regra é que a necessidade de prova fique por conta de quem afirma que algo ocorreu e não de quem nega. Esse princípio é relativizado porque, na verdade, apenas as chamadas negativas absolutas não podem ser provadas, (ex: impossível provar que "nunca estive em Manaus"). Já negativas relativas podem ser provadas, (ex: posso provar que "não estava em Manaus em 01/01/2010" se mostrar que, na data, estava em outro local).

### Direito penal
No direito penal brasileiro, tem como objetos os fatos: da perícia (um parecer técnico), da sentença (o julgamento do litígio), a declaração do direito à constituição de nova situação jurídica, a imposição de uma pena, uma decisão judicial.
No inquérito policial, as provas são testemunhais, documentais e periciais, e têm por finalidade principal a formação da convicção do juiz.
Sua importância é esclarecer qualquer dúvida sobre um ponto relevante da questão. A avaliação da prova sempre compete ao juiz.

### Direito civil
O Código Civil vigente dedicou-se a tratar da prova judiciária nos artigos 212 a 232 (Título V – Das provas, do Livro III – Dos fatos jurídicos, do Livro I – Parte geral).
No direito civil brasileiro, quando a lei não impuser prova especial (traduzida em forma especial dos negócios jurídicos, o fato jurídico pode ser provado por confissão, documento, testemunho, presunção ou perícia).
Humberto Theodoro Júnior diz que provar “é conduzir o destinatário do ato (o juiz, no caso dos litígios sobre negócios jurídicos) a se convencer da verdade acerca de um fato. Provar é conduzir a inteligência a descobrir a verdade”.
Sob o aspecto subjetivo, prova judiciária é:
a) atividade – ação que as partes realizam para demonstrar a veracidade das afirmações (a prova é a ação realizada pelas partes). Nesse caso, diz-se que a parte produziu a prova quando, através da demonstração de algo que pretendia provar, fez aparecer circunstâncias capazes de convencerem o juiz quanto à veracidade das afirmações (ação de provar).
b) resultado – soma dos fatos produtores da convicção do juiz apurados no processo. É a verdade extraída pelo juiz (resultado) dos elementos probatórios produzidos pelas partes (atividade), através do desenvolvimento do seu trabalho intelectual de avaliação, pelo qual pesa e estima tais elementos (a prova é o resultado da atividade das partes para o convencimento do juiz).
Sob o aspecto objetivo, prova judiciária é:
a) forma – instrumento posto à disposição dos litigantes para demonstrem a existência dos fatos alegados. Não se trata, então, da ação de provar, mas do instrumento próprio (forma definida pelo ordenamento jurídico para o conhecimento dos fatos pelo juiz). Nesse caso, diz-se que a prova é documental, testemunhal, pericial, etc.
b) meios – emanações das pessoas ou coisas, que oferecem ao julgador percepções sensíveis atinentes ao thema probandum. Assim, o conteúdo ideal dos documentos, o conteúdo ideal do depoimento das partes ou das testemunhas são meios de prova.
Pode-se afirmar, portanto, que a função da prova é a de formar a convicção do julgador, a fim de que este faça incidir a norma jurídica ao fato.
Segundo o artigo 332 do CPC, "todos os meios legais, bem como os moralmente legítimos, ainda que não especificados neste Código, são hábeis para provar a verdade dos fatos, em que se funda a ação ou defesa". Isso significa que admite-se em processo judicial a utilização de indícios (como inspeção judicial, ou outros meios não previstos na legislação) para a obtenção de provas.

## Princípios gerais e processuais que regem a prova
- Princípio Dispositivo
- Princípio do Contraditório e da Ampla Defesa
- Princípio do Ônus da Prova
- Princípio da Imediação
- Princípio do Livre Convencimento Motivado do Juiz
- Princípio da Oralidade
- Princípio da aquisição processual